# ジャンク・アート

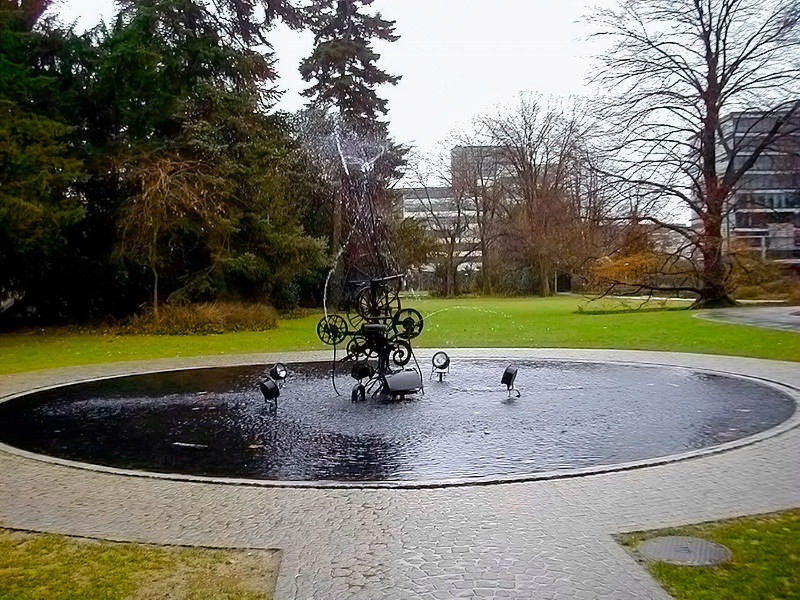
ジャン・ティンゲリー制作による、バーゼルにある廃物噴水

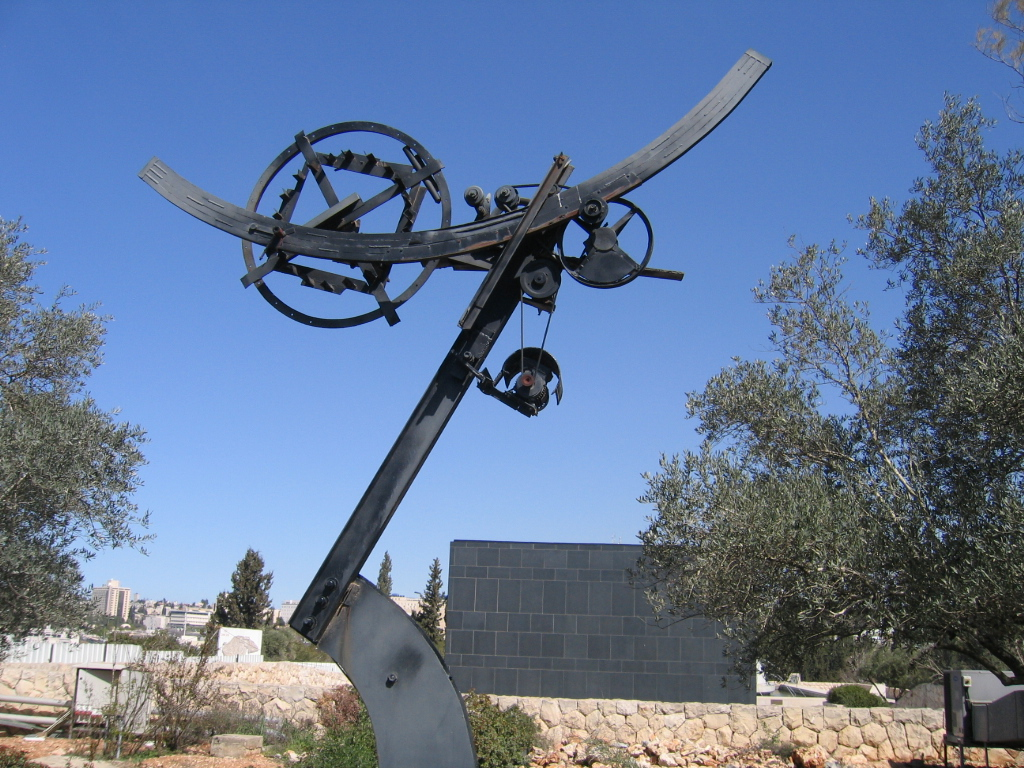
ジャン・ティンゲリー制作による『Eos xk (3)』、エルサレムのイスラエル美術館

ジャンク・アート（junk art）とはジャンク（廃棄物、がらくた）を寄せ集めるなどして制作した芸術作品を指す。廃物美術、廃品美術ともよぶ。1950年代以降急速に脚光を浴びた手法で、21世紀の現在にまで続いている。

## 廃物美術の起源
ジャンク・アートの起源である廃物利用の芸術は、パブロ・ピカソやジョルジュ・ブラックらによるパピエ・コレや、ハノーファーで活躍した1920年代のダダイスムの美術作家、クルト・シュヴィッタースのメルツ絵画（紙切れや路上の廃棄物をコラージュにしたもの）やメルツ建築にそのさきがけを見ることができる。また、見つけてきた既製品を使って全く異なった美術作品にすることは、同じくダダイスムの美術家・マルセル・デュシャンのレディメイドに起源を見出すこともできる。いずれも、20世紀初頭の急速な機械化・工業化や量産品の台頭に対する芸術家からの反応といえる。しかしシュヴィッタースのメルツ絵画などを除き、1910年代から1920年代のダダイスムの中では、廃物使用よりは新品の既製品を本来の使用方法と異なった方法で寄せ合わせて展示し（アッサンブラージュ）、その製品の意味をずらしたり変えたりすることが多かった。

## 廃物美術の一般化
これに対し、第二次世界大戦後の1950年代後半から、欧米各国で廃棄物のかけらを寄せ集めた作品を作る美術家がほぼ同時に現れ、急速に広がった。
アメリカ合衆国ではジョン・チェンバレンが廃車の断片を組み合わせて構成した彫刻を作り上げた。ロバート・ラウシェンバーグは新品の既製品の布や機械などと廃物を組み合わせたが、さらにここへ絵具を塗りつけた。彼はこれをコンバイン・ペインティング（アッサンブラージュの上に絵具を塗った絵画・彫刻作品）と呼んだが、絵具を塗ることで新品の既製品も廃物と化してしまうものだった。またルイーズ・ネヴェルソンも箱の中に木切れや捨てられた家具のかけらを寄せ集めて黒く塗り、箱を多数積み上げ体を覆うばかりの大きさに積み上げた彫刻を作った。ジョゼフ・コーネルも、手に乗るサイズの箱に親密な廃物などで小宇宙を作るごく小さな彫刻作品を制作した。特にラウシェンバーグの影響は大きく、戦前のダダイスムに対するネオダダという美術動向の中心とみなされるようになった。
フランスをはじめヨーロッパでも廃物芸術が盛んになった。アルマン（アルマン・フェルナンデス）は廃物の中から同じ種類の、直接人間が手にしたり身につけたりする物を大量に集め、寄せ集めて作品を作った。セザール（セザール・バルダッチーニ）はくず鉄を寄せ集めて溶接した人体彫刻から始まり、廃車をプレス機で圧縮する彫刻を作った。ジャン・ティンゲリーは捨てられた家電や機械の一部などを組み立てて、不器用に動いて音を立てる巨大な機械を製作した。1960年にはニューヨーク近代美術館でそのうちの一台を動かして最後は自ら炎上して崩壊するというパフォーマンスを行った。アルマンやセザール、ティンゲリーは、イヴ・クラインらと共に1960年、ヌーヴォー・レアリスムというグループを立ち上げている。
ジャンク・アートという用語は、1961年にニューヨーク近代美術館で開催された展覧会「TheArt of Assemblage」の際に、イギリスの美術評論家ローレンス・アロウェイによって造られた。ローレンス・アロウェイはポップ・アートの命名者としても知られる｡

## 廃物と人間との付き合い方
こうした同時多発的な廃材利用やアッサンブラージュは、大量生産と大量消費によって物が簡単に捨てられ、街や各地の処分場に廃棄物の山ができ始めた時期を反映している。彼らはゴミを素材に取り入れることで、もはや人間を取り巻く自然の一部と化した廃物との付き合い方や大量消費社会での生き抜き方を模索した。チェンバレンらはゴミの中の美しさを取り出し、アルマンらはゴミの寸断された断片から痛々しさを呼び起こし、ネヴェルソンらはゴミとなった物を使っていた人たちの記憶や存在を思い起こさせ、ティンゲリーはゴミを生み出す大量消費社会を役に立たない機械を作ることで笑い飛ばした。
ネオダダやヌーヴォー・レアリスムが1960年代前半に収束し、ジャンク・アートという言葉がやや廃れた後も各作家らは廃物を利用した作品制作を続けた。また、廃物はハプニングやパフォーマンスアートの中にも装置や小道具などとして使われ、1970年代以降現在に至るインスタレーションでも廃物を利用して空間を作品とする芸術家が多いなど、廃物利用は様々な動機から行われる、一般的な手法となった。

リバーサイドにあるマーティン・サンチェス作品。以下2つ同作家
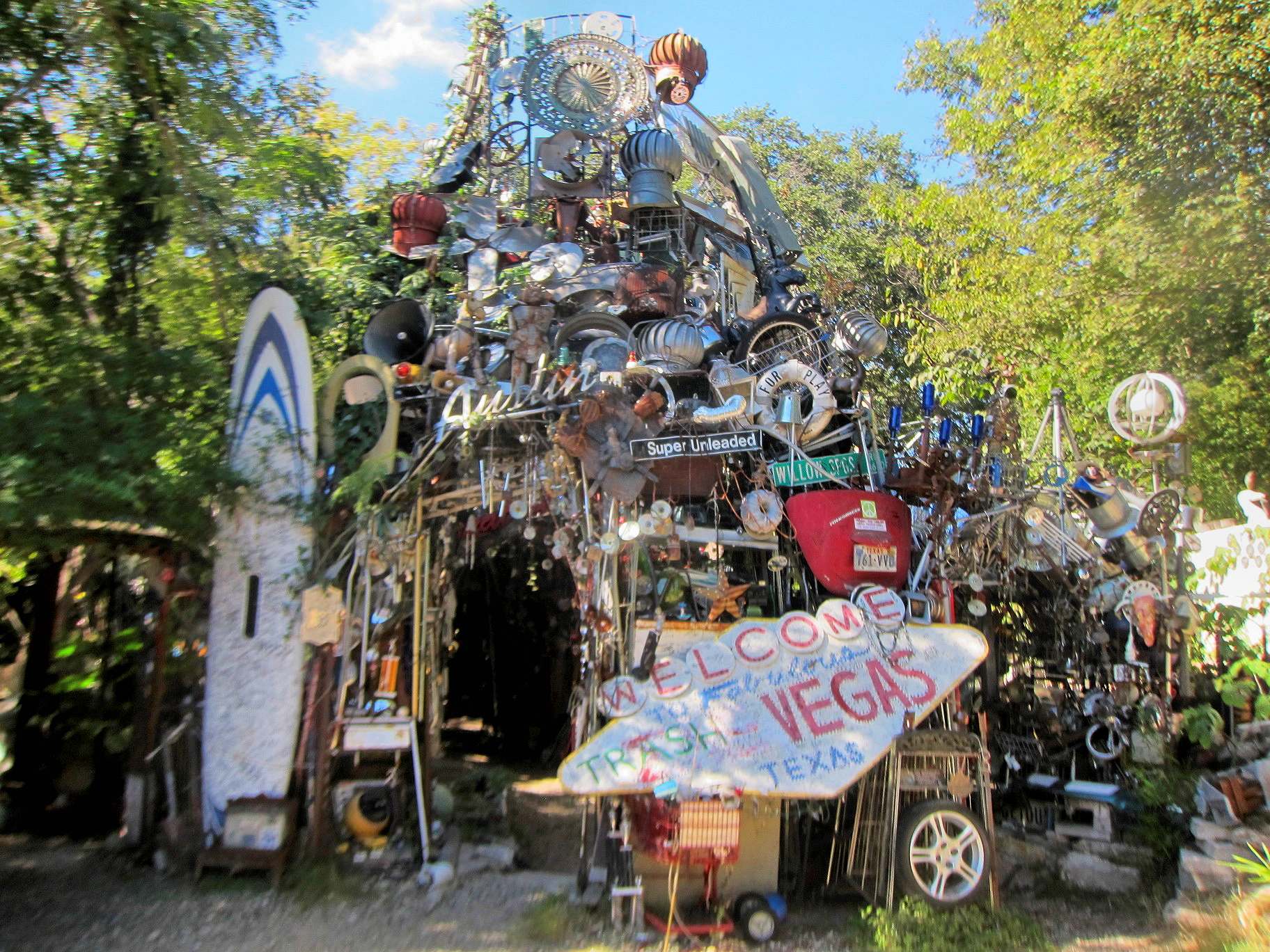
オースティンにある「Cathedral of junk (廃材の大聖堂)」
サンアントニオにあるジャンクヤード(廃材置場)の「ジャンク・ヤード・ドッグ」
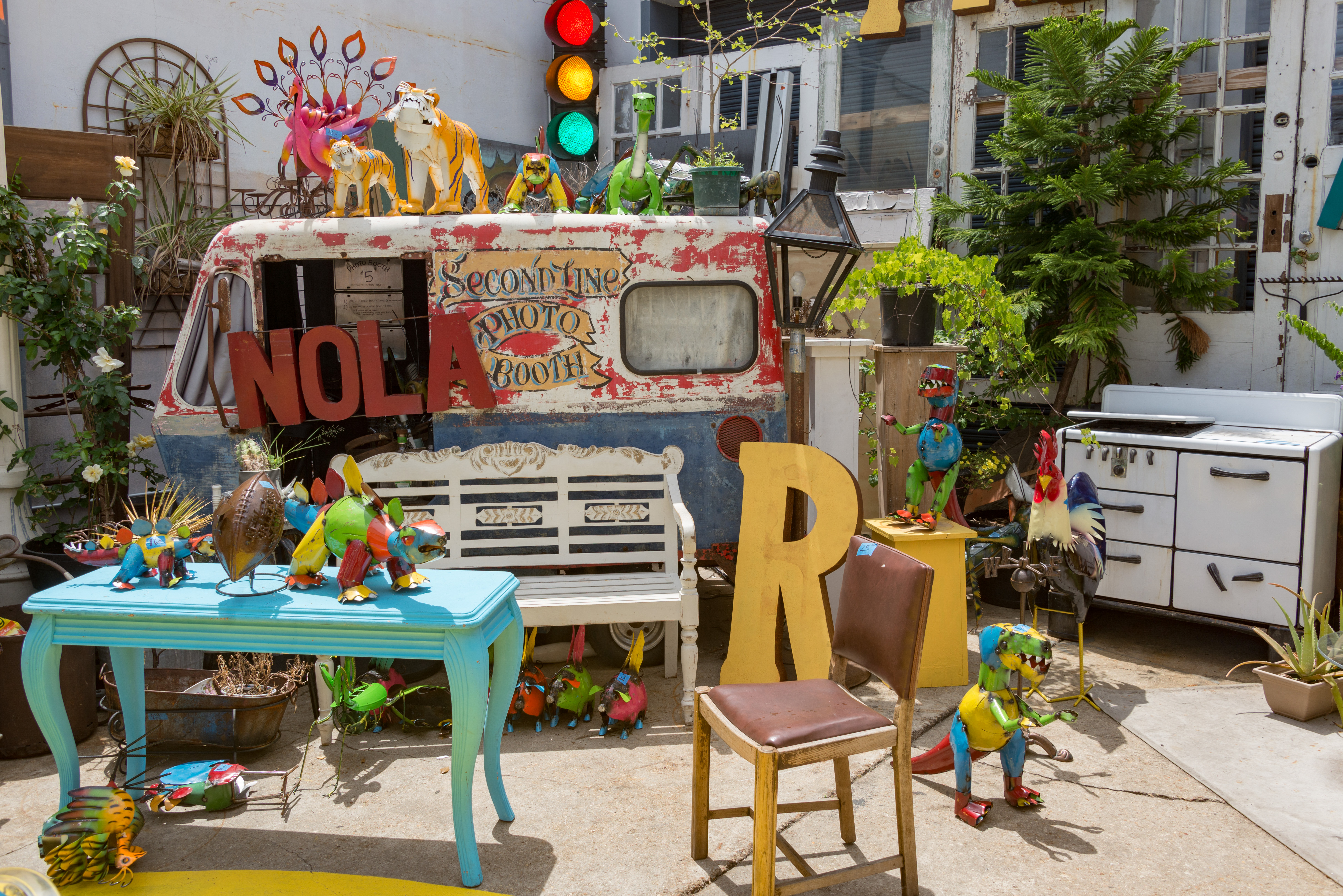
ニューオーリンズにあるジャンク・アート・ショップ
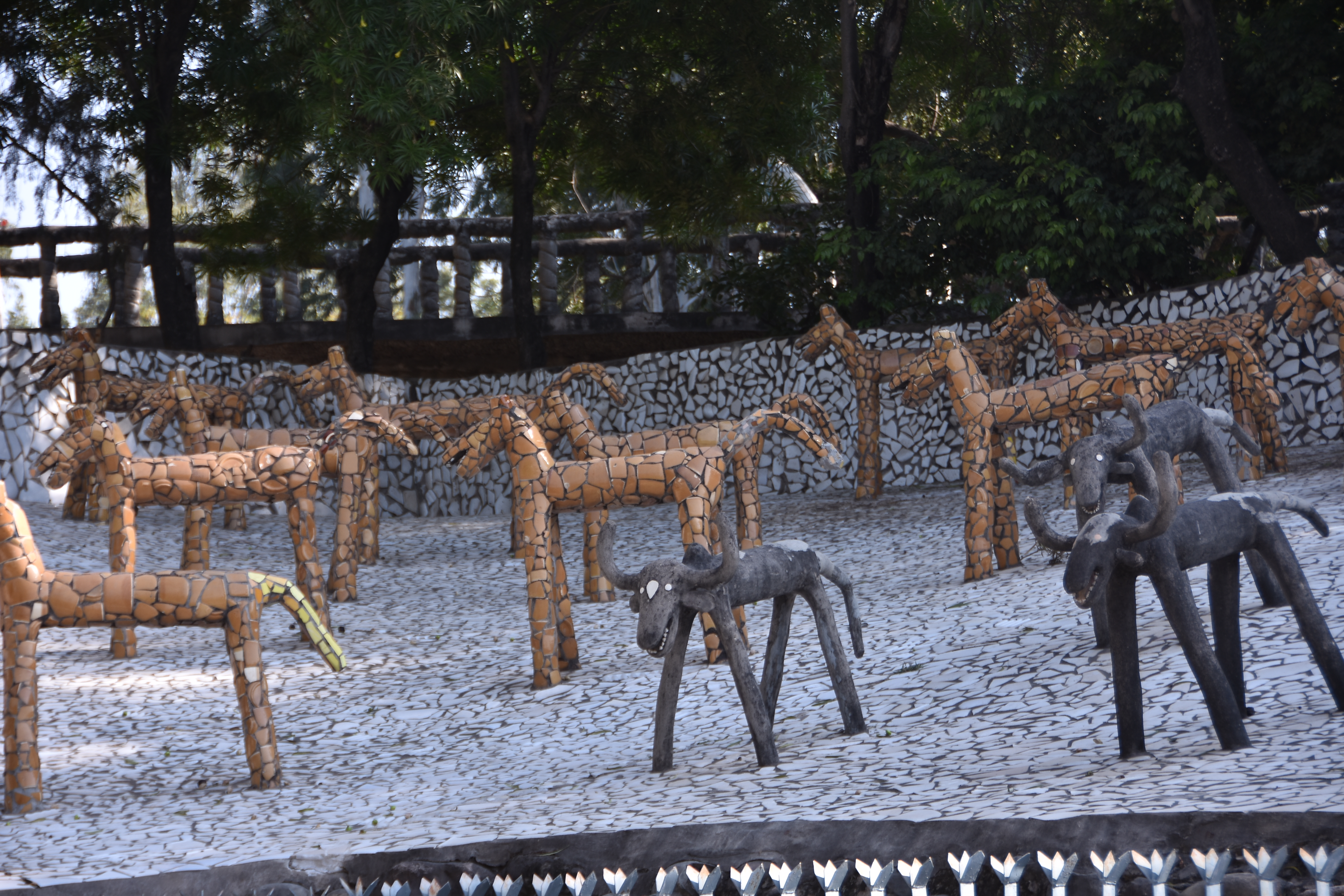
壊れたセラミック タイルから作った馬と水牛チャンディーガルロック ガーデン

## ジャンク・アートを手掛ける作家
- ジョン・チェンバレン（英語版）
- リー・ボンテクー（英語版）
- セザール・バルダッチーニ
- ジャン・ティンゲリー
- アルベルト・ブッリ
- アラン・カプロー
- 赤瀬川原平
- Kouya[1]
- 小野忠弘[2][3]
- マルセル・デュシャン